# Luc Van Looy
Pour les articles homonymes, voir Van Looy.
Luc Van Looy, né le 28 septembre 1941 à Tielen, dans la province d’Anvers, est un prêtre salésien belge, trentième évêque de Gand. 
Alors que le pape François annonce le 29 mai 2022 qu'il sera créé cardinal, il refuse sa nomination à la suite d'accusations d’avoir couvert des abus sexuels dans son diocèse et son ordre.

## Biographie
Il est né le 28 septembre 1941 à Tielen.
Il rejoint la congrégation des Salésiens de Don Bosco en 1961.
Il commence par étudier la philosophie à Grand-Bigard, puis il part en Corée du Sud en 1964 où il travaille dans une école salésienne. Il reçoit une formation pédagogique pratique et met cinq ans à apprendre le coréen. Il étudie également la musique et y obtient une maîtrise, spécialité piano.
Luc Van Looy est ordonné prêtre le 12 septembre 1970 à Oud-Heverlee. Il étudie la théologie à la KU Leuven et obtient un doctorat en missiologie en 1972.
En 1984 il est envoyé comme membre du Conseil général des Salésiens à Rome. Pendant six ans il est responsable des activités missionnaires et voyage dans de nombreux pays.
Il est ensuite responsable de la pastorale des jeunes pendant six ans, puis vicaire du supérieur général pendant huit ans.
Nommé par Jean-Paul II le 19 décembre 2003 pour succéder à Arthur Luysterman, il est sacré évêque de Gand le 1er février 2004 en la cathédrale Saint-Bavon. Il se choisit comme devise épiscopale In Nomine Patris (au nom du Père).
Le 29 mars 2014 il est nommé à la Congrégation pour les instituts de vie consacrée et les sociétés de vie apostolique.
En 2014 il est président de Caritas Europe puis en 2015 membre du conseil d'administration de Caritas Internationalis.
Il participe au second synode sur la famille.
Conformément au droit canonique, il démissionne de sa charge d'évêque en 2016 car il atteint l'âge de 75 ans. Le pape prolonge son mandat de deux ans en 2016.
Lode Van Hecke lui succède en 2019, Luc Van Looy restant administrateur apostolique jusqu'à la consécration du nouvel évêque en février 2020.
Le pape François annonce le 29 mai 2022 qu'il sera créé cardinal. Le 16 juin 2022, Luc Van Looy refuse cette nomination en raison des critiques liées à sa passivité lors de révélations  des abus sexuels sur mineurs commis par des ecclésiastiques dans son diocèse et au sein de son ordre, les Salésiens de Don Bosco (deux prêtres suspectés d'avoir fait des centaines de jeunes victimes en Afrique centrale),.

## Voir aussi

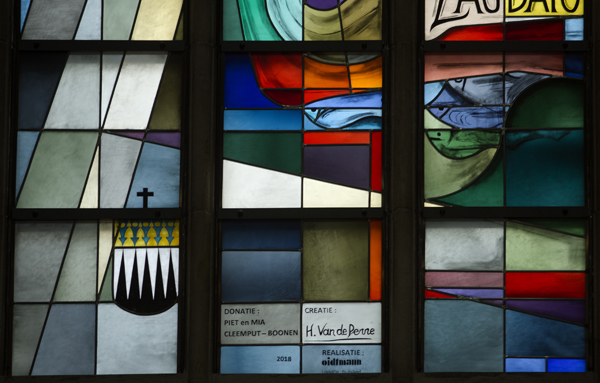
Vitrail aux armes de Luc Van Looy, en la cathédrale de Gand.